# Zocha
Maciej „Zocha” Wysocki (ur. 9 czerwca 1975) – polski muzyk, kompozytor, wokalista, autor tekstów i instrumentalista, a także raper. W latach 1997–1998 i 2009-2012 występował w zespole Nagły Atak Spawacza, natomiast od 2010 jest członkiem formacji Cycki i Krew. We wczesnych latach 90. XX w. grał na perkusji w heavymetalowej grupie Forgotten. Był także członkiem black-thrashmetalowego zespołu Bundeswehra w którym również był perkusistą. Z kolei jako gitarzysta i wokalista występował w zespole Cruciatus.

## Dyskografia
Nagły Atak Spawacza
- Psychedryna '97 (1997)
- Ninja Commando 5 (1998)
- Najlepsze hiciory (2002)
- Dancing u Zenka (2009)

Inne
- Fazi – TBS – Powrót Żywych Trupów (1998, gościnnie)
- Pejcz i Blant – Demo Garaż Kurwa (EP, 2008)
- Fazi – TBS – The Best Of Patologia (2008, gościnnie)
- Cycki i Krew – Uliczny Rock’n’Roll (2010)

## Filmografia
- „Poniedziałek” (1998, film fabularny, reżyseria: Witold Adamek)[6]